# توردان (بمبور الغربي)
توردان (بالفارسية: توردان) هي منطقة سكنية تقع في إيران في قسم بمبور الغربي الريفي. يقدر عدد سكانها بـ 2,008 نسمة .